# Jevgenij Jevtusjenko
Jevgenij Aleksandrovitj Jevtusjenko (russisk: Евгений Александрович Евтушенко, tr. Jevgenij Aleksandrovitj Jevtusjenko, født Jevgenij Aleksandrovitj Gangnus den 18. juli 1933 i Sima, Irkutsk oblast, Sovjetunionen, død 1. april 2017 Tulsa, Oklahoma), var en sovjetisk/russisk forfatter og digter.

## Liv og virke

### Barndom og opvækst
Jevgenij Aleksandrovitj Gangnus var søn af tyskbalteren og geologen Aleksandr Rudolfovitj Gangnus og skuespilleren og geologen Sinaida Jermolajevna Jevtusjenko. Moren værnede sønnen mod konsekvenser af det tyskeklingende efternavn Gagnus. Han tilbragte sin tidlige barndom hos sin bedstemor i Sima nær Irkutsk i Sibirien. Faderen, den tyskbaltiske Aleksandr Rudolfovitj Gangnus, digtede selv og formidlede sønnen, i hans tidlige barneår, sin kærlighed til poesien.[kilde mangler]
For at sønnen skulle undgå repressalier på grund af det tyskklingende navn, sørgede moderen for, at Jevgenij fik hendes efternavn.[kilde mangler] Endvidere fik hun sat det officielle fødselsår til 1933, hvilket muliggjorde en flytning til Moskva i 1944.[kilde mangler]
Jevtusjenkos skoletid var ikke så vellykket. På grund af skulkeri og konflikter måtte han skifte mellemskole, og en falsk anklage mod ham førte til at han blev bortvist fra skolen som 15-årig, før han havde fået eksamen.[kilde mangler] Han arbejdede der efter på en kolkhos og senere på et savværk. I 1948 og 1950 var han med på faderens geologiske ekspeditioner i Kasakhstan og i Altaj.

### Uddannelse til digter
Senere vendte han tilbage til Moskva for at blive digter. I 1949 fik han i tidsskriftet Sovjetsport trykt sit første digt. Fra da af var han "avisdigter".[kilde mangler] I 1952 kom hans første digtsamling. Den blev rost af kritikerne, men fik ikke særlig opmærksomhed fra publikums side.[kilde mangler]
Jevtusjenko studerede på forfatterskolen ved Gorkij Instituttet fra 1951 til 1954. I 1960'erne var han en "estradepoet". I 1967 blev han optaget i det sovjetiske forfatterforbunds præsidium. Han levede senere delvis i USA og har også produceret programmer om poesi til russisk tv.
Jevtusjenkos digte og bøger indeholder ofte kritik af det bureaukratiske og stive sovjetiske system, men han forsvarede sin tro på kommunismen. Hans selvbiografi, Bekendelse fra sovjetårhundredets børn, er et eksempel på dette.[kilde mangler] Jevtusjenko tilbragte en del tid på Cuba og var meget optaget af den cubanske revolution, som han også skrev meget om.[kilde mangler]
I 1961 lod Pravda trykke digtet "Babij Jar" med åbningslinjen "Ved Babij Jar står ingen mindesten", hvor han beskæftigede sig med antisemitismen i Sovjetunionen. Digtet irriterede mange. Dmitrij Sjostakovitj anvendte digtet i sin 13. symfoni Babij Jar. Babij Jar og Stalins arvinger var blandt hans meste kendte digte.
Han besøgte Norge flere gange, blandt andet på en bogmesse i Oslo i 1995 og i 2001 i Tromsø.

## Ægteskaber og familie
Han var officielt gift fire gange: fra 1954 med Bella Akhmadulina, fra 1961 med Galina Sokol-Lukonina, fra 1978 med en tolk af irsk afstamning Jan Butler, og fra 1986 med Marija Novikova. Han var far til fem sønner.